# Омаров, Сапархан Кесикбаевич
Сапархан Кесикбаевич Омаров (каз. Сапархан Кесікбайұлы Омаров 5 мая 1968; Отрарский район, Южно-Казахстанская область, Казахская ССР) — казахстанский государственный и политический деятель. Министр сельского хозяйства Республики Казахстан (25 февраля 2019 года - 10 июля 2021).

## Биография
Сапархан Кесикбаевич Омаров Родился 5 мая 1968 года на станции Утрабат Кызылкумского района Чимкентской области. Происходит из подрода акболат племени Конырат Среднего жуза.
В 1986 — 1988 годах служил в рядах Советской Армии.
В 1995 году окончил Российский экономический университет имени Г. В. Плеханова по специальности экономист.
В 2001 году окончил Казахский государственный юридический университет по специальности юрист.

## Трудовая деятельность
С 1995 по 1996 годы — специалист, начальник отдела Национальной комиссии РК.
С 1996 по 2001 годы — начальник отдела, заместитель начальника управления, начальник управления АОЗТ «Продовольственная контрактная корпорация».
С 2001 по 2006 годы — директор департамента, Управляющий директор АО «Продовольственная контрактная корпорация».
С 2006 по 2007 годы — вице-президент АО «Продовольственная контрактная корпорация».
С 2007 по 2008 годы — заместитель начальника ХОЗУ Парламента Управления Делами Президента РК.
С 2008 по 2011 годы — государственный инспектор Отдела государственного контроля и территориально-организационой работы Администрации Президента Республики Казахстан.
С 2011 по 2014 годы — член Счетного комитета по контролю за исполнением республиканского бюджета.
С апрель 2014 по март 2016 годы — вице-министр сельского хозяйства Республики Казахстан.
С 25 февраля 2019 года по 10 июля 2021 года — министр сельского хозяйства Республики Казахстан .
С августа 2021 г. — председатель правления «Национальная компания «Продовольственная контрактная корпорация».

## Выборные должности, депутатство
С 24 марта 2016 года по 25 февраля 2019 года — Депутат Мажилиса Парламента Республики Казахстан VI созыва от партии «Нур Отан», Председатель Комитета по аграрным вопросам Мажилиса Парламента РК.

## Награды и звания
- 2020 (3 декабря) — Орден «Парасат»[6]
- Орден Курмет (2013)[7]
- Почётный гражданин города Туркестан (2008)
- Медаль «За укрепление парламентского сотрудничества» (13 октября 2017 года, Межпарламентская ассамблея СНГ) — за особый вклад в развитие парламентаризма, укрепление демократии, обеспечение прав и свобод граждан в государствах — участниках Содружества Независимых Государств[8]
- Медаль «МПА СНГ. 25 лет» (27 марта 2017 года, Межпарламентская ассамблея СНГ) — за заслуги в деле развития и укрепления парламентаризма, за вклад в развитие и совершенствование правовых основ функционирования Содружества Независимых Государств, укрепление международных связей и межпарламентского сотрудничества[9]

- Награждён благодарственным письмом Президента Республики Казахстан (2010)
- Государственные юбилейные медали
- 2001 — Медаль «10 лет независимости Республики Казахстан»
- 2004 — Медаль «50 лет Целине»
- 2008 — Медаль «10 лет Астане»
- 2011 — Медаль «20 лет независимости Республики Казахстан»
- 2016 — Медаль «25 лет независимости Республики Казахстан»
- 2018 — Медаль «20 лет Астане»